# Leben mit Chemie
Leben mit Chemie ist ein Chemiewettbewerb für Schüler der Klassenstufen fünf bis zehn in Rheinland-Pfalz. Neben einigen theoretischen Aufgaben stehen vor allem Experimente mit Haushaltsutensilien im Mittelpunkt des Wettbewerbs. Der Wettbewerb wird jedes Jahr durchgeführt. Die zu bearbeitenden Aufgaben werden immer im Oktober veröffentlicht. Bis spätestens Anfang Februar muss die schriftliche Bearbeitung eingesendet werden. Die Ergebnisse werden im Juni bekanntgegeben.
Je nach Leistung erhalten die Teilnehmer eine Teilnahmebestätigung, Teilnahmeurkunde, Siegerurkunde oder eine Ehrenurkunde. Für die 200 besten Arbeiten wird zudem ein Büchergutschein vergeben.
Die Schulen mit den meisten Teilnehmern sowie die Schule, bei der die Teilnahme qualitativ und quantitativ am stärksten im Vergleich zum Vorjahr gestiegen ist, erhalten Geldpreise.